# Phoberocyon
Phoberocyon es un amplio género extinto de hemiciónidos, encontrados principalmente en Norteamérica durante el Mioceno viviendo entre 20.6—16.3 Ma y existiendo desde hace 20.6-16.3 millones de años.  Una de las especies, P. hispanicus, ha sido únicamente encontrado en España.

## Taxonomía
Phoberocyon fue nombrado por Ginsburg (1955). Fue asignado a Ursidae por Ginsburg (1955) y Carroll (1988); y a Hemicyoninae por Hunt (1998).

## Distribución fósil
- Thomas Farm Site, Alachua Formation, Gilchrist, Florida; Phoberocyon johnhenryi ~20.6—16.3 Ma. Es el único espécimen encontrado.

## Especies
- Phoberocyon hispanicus (Ginsburg y Morales, 1998)
- Phoberocyon dehmi (Ginsburg, 1955)
- Phoberocyon aurelianensis (Mayet, 1908)
- Phoberocyon youngi
- Phoberocyon johnhenryi (White, 1947)
- Phoberocyon huerzeleri Ginsburg, 1955